# تحالف إمدادات الصحة الإنجابية
التحالف العالمي لإمدادات الصحة الإنجابية هو شراكة عالمية بين المنظمات العامة والخاصة وغير الحكومية. الهدف منه أن يتمكن جميع الناس في البلدان المنخفضة الدخل والمتوسطة الدخل من اختيار اللوازم والخدمات المناسبة التي يحتاجون إليها والحصول عليها وإستخدامها من أجل صحتهم الإنجابية. منذ عام 2004 كان التحالف جزء من الجهود الدولية لتأمين إمدادات الصحة الإنجابية من خلال زيادة الموارد وتعزيز النظم وإقامة شراكات فعالة.

## تاريخ
منذ سبعينيات القرن الماضي، عمل المجتمع الدولي على توفير الوصول إلى الإمدادات والمعدات اللازمة لتقديم خدمات الصحة الإنجابية عالية الجودة في العالم النامي. في السنوات الأولى، كانت تلك المشاركة مالية وتقنية إلى حد كبير، وركزت بشكل خاص على الإدارة الفعالة لسلسلة التوريد. بحلول أواخر التسعينيات، أدى الاهتمام المتناقص داخل مجتمع المانحين الدولي، إلى جانب ضعف الالتزام من جانب البلدان، إلى دفع الكثيرين لرؤية الوصول المستمر إلى إمدادات الصحة الإنجابية على أنها تعتمد على الدعوة الفعالة بقدر ما تعتمد على الدعم التقني البحت. انزعجت من احتمال حدوث نقص كبير في التمويل، اجتمع أصحاب المصلحة من جميع أنحاء العالم في عام 2001 في إسطنبول في مؤتمر بعنوان «مواجهة التحدي». كان هذا المؤتمر نقطة الانطلاق لحركة إمدادات الصحة الإنجابية العالمية المنسقة. في عام 2003، تم إنشاء مبادرة التوريد كآلية تنسيق. في عام 2004، أنشأت 12 منظمة، معظمها من المانحين من القطاعين العام وغير الحكومي، تحالف إمدادات الصحة الإنجابية. كان هدفهم تعزيز التنسيق والتعاون بشكل أفضل في مجالات مثل الدعوة العالمية، وتعبئة الموارد، وتعزيز سلسلة التوريد. بحلول نهاية عام 2011، ضم تحالف لوازم الصحة الإنجابية 155 منظمة عضو، من بينها حكومات البلدان النامية، والمنظمات غير الحكومية الدولية والوطنية، ومنظمات المجتمع المدني، والوكالات الفنية، والجهات المانحة الثنائية، والمنظمات متعددة الأطراف، والمؤسسات الخاصة، والهيئات الإقليمية، والجهات المصنعة. في عام 2011، اجتمع 360 مشاركًا من 56 دولة في أديس أبابا، إثيوبيا للاحتفال بالذكرى العاشرة لمواجهة التحدي ورفع المستوى الدولي لأمن سلع الصحة الإنجابية.

## وصلات خارجية
- الموقع الرسمي لتحالف إمدادات الصحة الإنجابية
- تقرير الفاينانشال تايمز عن الصحة الجنسية والإنجابية